# Sylvia (Focus)
"Sylvia" is een nummer van de Nederlandse band Focus. Het nummer werd uitgebracht op hun album Focus 3 uit 1972. Dat jaar werd het nummer tevens uitgebracht als de enige single van het album.

## Achtergrond
Sylvia is een uit 1968 stammend lied met muziek van Thijs van Leer en tekst van Linda van Dyck voor de theatershow van Ramses Shaffy, alwaar Van Leer met Marjol Flore en Eelco Nobel meezong. Het kreeg de titel "I thought I could do everything on my own, I was always stripping the town alone" en beoogd zangeres was Sylvia Alberts. Van Leer vond dat zij ook een solostuk verdiende. Die zag er niets in en het nummer verdween in de la. Wanneer Focus bezig is met de voorbereidingen voor Focus 3 stoft Van Leer het af en maakt er een instrumentaal nummer van. Hij geeft het de titel "Sylvia" - een vernoeming naar de zangeres.
"Sylvia" is geschreven door zanger en toetsenist Thijs van Leer en geproduceerd door Mike Vernon. Met uitzondering van een korte jodelsectie door Van Leer is het nummer instrumentaal. Het nummer werd in 1972 uitgebracht als single, maar in januari 1973 werd het tevens internationaal uitgebracht. Naar aanleiding van een optreden van de band tijdens het televisieprogramma The Old Grey Whistle Test verscheen het in het Verenigd Koninkrijk vervroegd als single.
"Sylvia" is de grootste internationale hit van Focus. In Nederland bereikte het de negende plaats in zowel de Top 40 als in de Daverende Dertig. In het Verenigd Koninkrijk kwam het, mede door het optreden in The Old Grey Whistle Test, op de vierde plaats terecht. Ook stond het nummer genoteerd in de Amerikaanse Billboard Hot 100, waar het tot plaats 89 kwam. In Duitsland werd de veertigste plaats in de hitlijsten behaald.

## Hitnoteringen

### Nederlandse Top 40
| Hitnotering: 13-05-1972 t/m 01-07-1972 | Hitnotering: 13-05-1972 t/m 01-07-1972 | Hitnotering: 13-05-1972 t/m 01-07-1972 | Hitnotering: 13-05-1972 t/m 01-07-1972 | Hitnotering: 13-05-1972 t/m 01-07-1972 | Hitnotering: 13-05-1972 t/m 01-07-1972 | Hitnotering: 13-05-1972 t/m 01-07-1972 | Hitnotering: 13-05-1972 t/m 01-07-1972 | Hitnotering: 13-05-1972 t/m 01-07-1972 | Hitnotering: 13-05-1972 t/m 01-07-1972 |
| Week                                   | 1                                      | 2                                      | 3                                      | 4                                      | 5                                      | 6                                      | 7                                      | 8                                      |                                        |
| -------------------------------------- | -------------------------------------- | -------------------------------------- | -------------------------------------- | -------------------------------------- | -------------------------------------- | -------------------------------------- | -------------------------------------- | -------------------------------------- | -------------------------------------- |
| Positie                                | 31                                     | 18                                     | 12                                     | 9                                      | 9                                      | 13                                     | 21                                     | 37                                     | uit                                    |

### Daverende Dertig
| Hitnotering: 13-05-1972 t/m 01-07-1972 | Hitnotering: 13-05-1972 t/m 01-07-1972 | Hitnotering: 13-05-1972 t/m 01-07-1972 | Hitnotering: 13-05-1972 t/m 01-07-1972 | Hitnotering: 13-05-1972 t/m 01-07-1972 | Hitnotering: 13-05-1972 t/m 01-07-1972 | Hitnotering: 13-05-1972 t/m 01-07-1972 | Hitnotering: 13-05-1972 t/m 01-07-1972 | Hitnotering: 13-05-1972 t/m 01-07-1972 | Hitnotering: 13-05-1972 t/m 01-07-1972 |
| Week                                   | 1                                      | 2                                      | 3                                      | 4                                      | 5                                      | 6                                      | 7                                      | 8                                      |                                        |
| -------------------------------------- | -------------------------------------- | -------------------------------------- | -------------------------------------- | -------------------------------------- | -------------------------------------- | -------------------------------------- | -------------------------------------- | -------------------------------------- | -------------------------------------- |
| Positie                                | 29                                     | 18                                     | 13                                     | 9                                      | 9                                      | 12                                     | 15                                     | 28                                     | uit                                    |

### NPO Radio 2 Top 2000
| Nummer met noteringen in de NPO Radio 2 Top 2000 | '99  | '00 | '01 | '02 | '03 | '04 | '05  | '06 | '07  | '08 | '09 | '10 | '11 | '12  | '13 | '14  | '15  | '16  | '17  | '18  | '19  | '20 | '21  | '22  |
| ------------------------------------------------ | ---- | --- | --- | --- | --- | --- | ---- | --- | ---- | --- | --- | --- | --- | ---- | --- | ---- | ---- | ---- | ---- | ---- | ---- | --- | ---- | ---- |
| Sylvia                                           | 1286 | 970 | 649 | 842 | 583 | 808 | 1018 | 980 | 1086 | 898 | 706 | 785 | 921 | 1049 | 997 | 1177 | 1392 | 1504 | 1394 | 1988 | 1788 | -   | 1970 | 1984 |

1. ↑  Een '-' betekent dat het nummer niet was genoteerd en een vetgedrukt getal geeft de hoogste notering aan.
2. ↑  Deze tabel is bijgewerkt tot en met de laatste editie (2024).